# Nakoni
Nakoni (auch: Nakone) ist ein Dorf in der Stadtgemeinde Madaoua in Niger.

## Geographie
Das von einem traditionellen Ortsvorsteher (chef traditionnel) geleitete Dorf befindet sich rund vier Kilometer nordwestlich des Stadtzentrums von Madaoua, das zum gleichnamigen Departement Madaoua in der Region Tahoua gehört. Noch an der Wende vom 20. zum 21. Jahrhundert bestand Nakoni aus zwei Dörfern mit jeweils eigenen Ortsvorstehern: Nakoni Bizo (Nakone Bizo) und Nakoni Dado (Nakone Dodo). Zu den größeren Dörfern in der Umgebung von Nakoni zählt das gut zwei Kilometer weiter nördlich gelegene Azarori Sédentaire.

## Bevölkerung
Bei der Volkszählung 2012 hatte Nakoni 5317 Einwohner, die in 764 Haushalten lebten. Bei der Volkszählung 2001 betrug die Einwohnerzahl 2762 in 453 Haushalten und bei der Volkszählung 1988 belief sich die Einwohnerzahl auf 1770 in 297 Haushalten.

## Wirtschaft und Infrastruktur

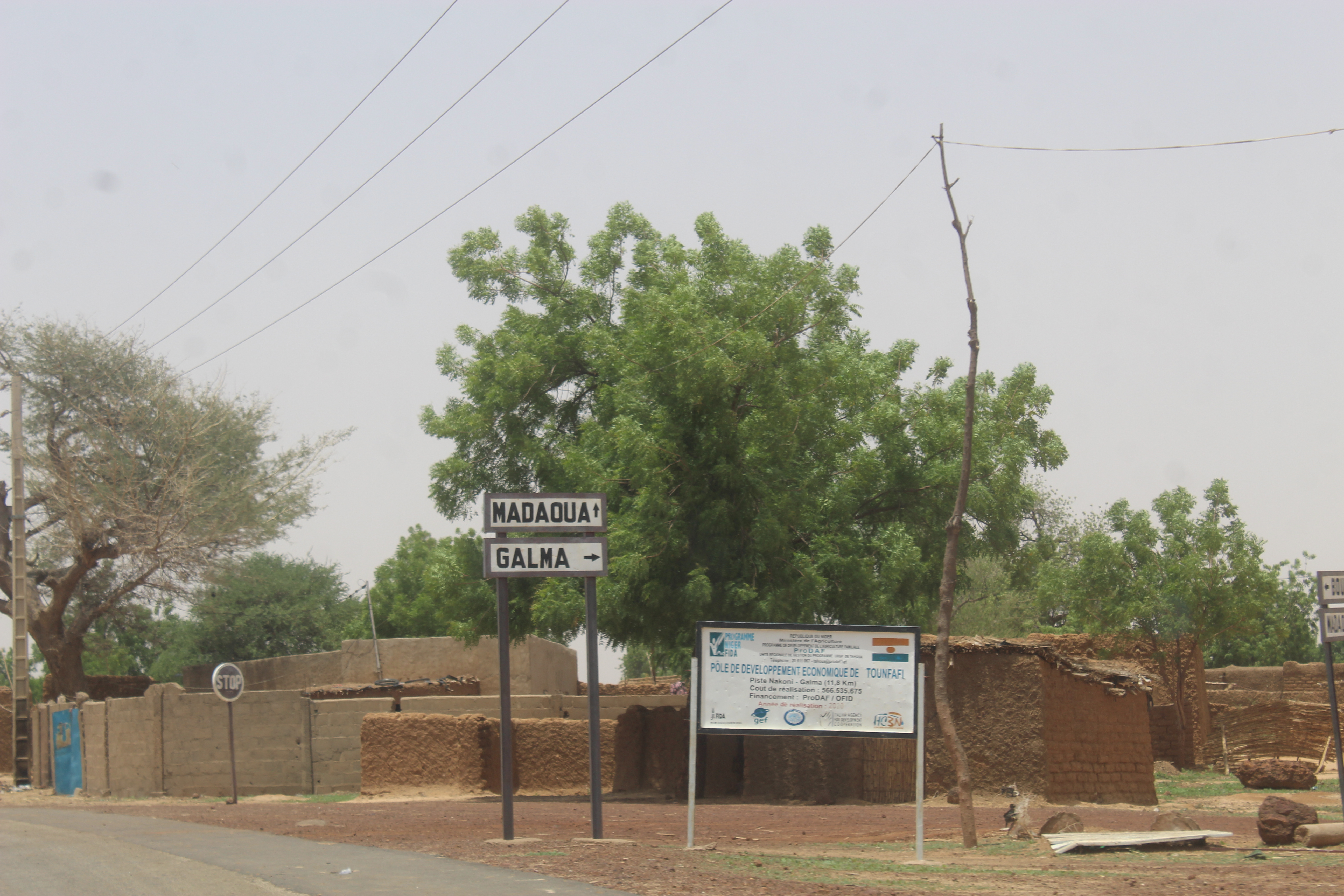
Abzweigung von der Nationalstraße 16 in Nakoni (2024)

Durch Nakoni verläuft die Nationalstraße 16, die das Stadtzentrum von Madaoua mit der Regionalhauptstadt Tahoua im Nordwesten verbindet. Das Dorf liegt zudem an einem internationalen Durchzugskorridor für Wanderhirten und ihre Herden, was zu Landnutzungskonflikten mit den ansässigen Ackerbauern führt. Bei Nakoni befindet sich ein großer Teich im Bett eines Trockentals, das ein Zubringer des Tarka-Tals ist. Dieser Teich wird als Wasserstelle für durchziehende Viehherden immer erst dann zugänglich gemacht, wenn die Ernte eingeholt ist. Zusätzlich zum Ackerbau vor Ort finden viele Dorfbewohner von Nakoni auch als landwirtschaftliche Helfer in den Gärten des Arewa-Tals in der Gemeinde Galma Koudawatché Arbeit. Es gibt eine Schule im Dorf.